# Ólafur Jóhannesson (Politiker)
Ólafur Jóhannesson (* 1. März 1913 in Stórholt; † 20. Mai 1984) war ein isländischer Politiker der Fortschrittspartei (Framsóknarflokkurinn) sowie zweimaliger Premierminister von Island.

## Leben
Ólafur Jóhannesson erreichte seine Hochschulzulassung (Stúdentsprof) 1935 am Gymnasium von Akureyri und absolvierte anschließend ein Studium der Rechtswissenschaften an der Universität Island, das er 1939 abschloss. Anschließend war er zwischen 1939 und 1943 zunächst als Rechtsberater von SÍS (Samband íslenskra samvinnufélaga) tätig, ehe zwischen 1945 und 1946 Tätigkeiten in Schweden und Dänemark folgten. Nach seiner Rückkehr war er von 1947 bis 1978 Professor für Recht an der Universität Island (Háskóli Íslands), wobei er seine Lehrtätigkeit ab 1971 ruhen ließ. Zwischen 1947 und 1971 war er zudem als Rechtsanwalt bei Obersten Gericht (Hæstiréttur) zugelassen.

## Politik
Seine politische Laufbahn begann 1959 mit der erstmaligen Wahl zum Abgeordneten des Althing als Kandidat der Fortschrittspartei, für die er zunächst den Bezirk Skagafjarðarsýsla, dann 20 Jahre lang von 1959 bis 1979 die Region Norðurland vestra und schließlich bis zu seinem Tode 1984 Reykjavík im Parlament vertrat. 1968 wurde er als Nachfolger von Eysteinn Jónsson Vorsitzender der Fortschrittspartei.
Am 14. Juli 1971 folgte er Jóhann Hafstein als Premierminister von Island (Forsætisráðherra) und übernahm in seinem bis zur Wahlniederlage am 28. August 1974 amtierenden Kabinett zugleich das Amt des Justiz- und Kirchenministers (Dóms- og Kirkjumálaráðherra). Vom 4. Oktober 1971 bis zum 1. Januar 1972 war er auch Repräsentant in der Parlamentarischen Versammlung des Europarates. Während seiner Amtszeit gelang es ihm auch einen Eklat beim Schachweltmeisterschaftskampf im Juli und August 1972 in Reykjavík aufgrund des Verhaltens des Herausforderers Bobby Fischer gegenüber dem Titelinhaber Boris Spasski und der sowjetischen Delegation zu vermeiden. Nach dem Zusammenbruch seiner Drei-Parteien-Koalition wegen Meinungsverschiedenheiten über die Bekämpfung der Inflation löste er zunächst das Parlament auf und rief für den 30. Juni 1974 Neuwahlen aus. Unter seiner Amtsführung als Justizminister wurden die Ermittlungen zum Fall Guðmundur und Geirfinnur durchgeführt, nach denen im Dezember 1977 sechs Angeklagte zu hohen Haftstrafen verurteilt wurden. 2018 wurden fünf der sechs Verurteilten freigesprochen und rehabilitiert.
Nach der Wahlniederlage der Unabhängigkeitspartei bei den Wahlen zum Althing 1978 übernahm er am 1. September 1978 wieder das Amt des Premierministers von Geir Hallgrímsson. Nachdem er bereits am 31. März 1979 das Amt des Vorsitzenden der Fortschrittspartei an Steingrímur Hermannsson übergeben hatte, trat er am 12. Oktober 1979 auch als Premierminister zurück nach dem die Minister der Sozialdemokratischen Partei das Kabinett verließen. Nachfolger als Premierminister wurde am 15. Oktober 1979 der Sozialdemokrat Benedikt Sigurðsson Gröndal als Chef einer Minderheitsregierung.
In der Regierung von Gunnar Thoroddsen war er schließlich vom 8. Februar 1980 bis zum 26. Mai 1983 Außenminister (Utanríkisráðherra).